# Nicolas Fourneau
Pour les articles homonymes, voir Fourneau.
Nicolas Fourneau est un maître charpentier de Rouen et membre des  compagnons du devoir. Il est né le 12 "dudit mois" [qui n'est pas précisé] 1726 à Pontoise et il est mort en 1792.

Il est reconnu pour ses travaux sur l'art du trait de charpenterie, il a également été professeur à l'école nationale des ponts et chaussées.

## Biographie

### Enfance et adolescence
Nicolas Fourneau est né de parents peu fortunés, fût mis à dix ans en apprentissage chez un pâtissier; il abandonna ce métier à treize ans, pour apprendre celui de charpentier, à quatorze ans, il s'engagea à un de ce ces hommes qui courent les villages avec une boîte remplie de figures de cire, et qui vendent des bagues, des chapelets et des cantiques aux crédules. A seize ans, il abandonna cette profession, pour reprendre son métier de charpentier. À l'époque où Nicolas Fourneau reprit le métier de charpentier, on ne connaissait que quelques traités sur cet art, parmi lesquels Mathurin Jousse tenait le premier rang. Le peu de ces traités étaient conservés au sein des compagnons du Devoir. Nicolas rentre chez les compagnons à l'âge de 18 ans.

### Professorat
Nicolas a 28 ans, il décide d'apprendre à lire et à écrire pour pouvoir retranscrire ses connaissances à sa patrie. Il publie une suite de 4 ouvrages qui sont encore enseignés à l'école du génie à Mézières, et à celle de l'école nationale des ponts et chaussées. Après la publication de ses ouvrages, âgé de 50 ans, il part sur Paris. Il va enseigner publiquement son savoir au grand nombre d'ouvriers rassemblés dans la capitale, qu'ils soient compagnons ou non. Il sortit de l'école de Nicolas Fourneau des hommes instruits, qui devinrent à leur tour chefs d'instruction à Paris et dans toutes les villes de France. Il a enseigné de cette façon durant 20 ans.

### Fin de vie
Le bureau de consultation, institué pour récompenser les inventions et les perfectionnements utiles, a accordé le maximum de la première classe des récompenses nationales, dont la valeur est de 6000 livres, avec invitation du ministre de l'intérieur de lui faire augmenter cette somme de 6000 livres. Cette récompense a procuré à Nicolas Fourneau une fortune, une aisance à laquelle il ne s'attendait pas. Il utilisa cet argent pour imprimer de nouveaux ouvrages ou en distribuant une partie de sa récompense comme prix d'encouragement aux charpentiers qui se distingueraient. Il meurt à Paris à l'âge de 70 ans.
Sa nécrologie fut écrite par Jean Henri Hassenfratz le physicien, chimiste professeur à l'école polytechnique, un de ses anciens élèves.

## Élèves (sélection)
- Jean Henri Hassenfratz (1755–1827)[5]

## Publications
- "L'art du trait de charpenterie", Rouen (rue de l'Ecureuil) : Laurent Dumesnil, 1767-1770, en 4 parties[6]
- "Essais pratiques de géométrie et suite de l'Art du trait", Paris : Tilliard, 1772[7]

### Liens Externes
- Site des charpentiers d'Europe et d'ailleurs